# 中央視覺與表演藝術高中
中央视觉与表演艺术高中（Central Visual and Performing Arts High School）是位于美國密蘇里州圣路易斯的一所高中，它隶属于圣路易斯公立学校系统。
中央視覺與表演藝術高中原名中央高中（Central High School），成立于1853年，是密西西比河以西地区最古老的公立高中，不過它曾多次迁址并於1984年与一所学校合并。中央視覺與表演藝術高中是一所艺术教育學校，学生可以选择三个艺术专业的课程，即视觉艺术、音乐艺术和表演艺术，內容涉及陶瓷、绘画、摄影、器乐、声乐、舞蹈和戏剧等多个方面。
2022年10月24日，該校一名19岁的校友闖入该校开枪打死两人，随后在与警察的枪战中身亡。